# Braydon Coburn
Braydon Coburn, född 27 februari 1985 i Calgary, Alberta, är en kanadensisk professionell ishockeyback som spelar för New York Islanders i NHL.
Han har tidigare spelat på NHL-nivå för Ottawa Senators, Tampa Bay Lightning, Philadelphia Flyers och Atlanta Thrashers och på lägre nivåer för Chicago Wolves i American Hockey League och Portland Winterhawks i Western Hockey League. 
Coburn valdes av Atlanta Thrashers som 8:e spelare totalt i NHL-draften 2003 och spelade där fram till och med 2007 då han blev bortbytt till Philadelphia Flyers mot den ryske backen Aleksej Zjitnik.
2 mars 2015 trejdades Coburn till Tampa Bay Lightning i utbyte mot Radko Gudas samt ett draftval i tredje rundan vid NHL-draften 2015.

## Statistik

### Klubbkarriär
| 2000–01    | Portland Winter Hawks | WHL        | 2   | 0  | 1   | 1   | 0   | 14 | 0 | 4  | 4  | 2  |
| 2001–02    | Portland Winter Hawks | WHL        | 68  | 4  | 33  | 37  | 100 | 7  | 1 | 1  | 2  | 9  |
| 2002–03    | Portland Winter Hawks | WHL        | 53  | 3  | 16  | 19  | 147 | 7  | 0 | 1  | 1  | 8  |
| 2003–04    | Portland Winter Hawks | WHL        | 55  | 10 | 20  | 30  | 92  | 5  | 0 | 1  | 1  | 10 |
| 2004–05    | Portland Winter Hawks | WHL        | 60  | 12 | 32  | 44  | 144 | 7  | 1 | 5  | 6  | 6  |
| 2004–05    | Chicago Wolves        | AHL        | 3   | 0  | 1   | 1   | 5   | 18 | 0 | 1  | 1  | 36 |
| 2005–06    | Chicago Wolves        | AHL        | 73  | 6  | 20  | 26  | 136 | —  | — | —  | —  | —  |
| 2005–06    | Atlanta Thrashers     | NHL        | 9   | 0  | 1   | 1   | 4   | —  | — | —  | —  | —  |
| 2006–07    | Chicago Wolves        | AHL        | 15  | 1  | 10  | 11  | 36  | —  | — | —  | —  | —  |
| 2006–07    | Atlanta Thrashers     | NHL        | 29  | 0  | 4   | 4   | 30  | —  | — | —  | —  | —  |
| 2006–07    | Philadelphia Flyers   | NHL        | 20  | 3  | 4   | 7   | 16  | —  | — | —  | —  | —  |
| 2007–08    | Philadelphia Flyers   | NHL        | 78  | 9  | 27  | 36  | 74  | 14 | 0 | 6  | 6  | 14 |
| 2008–09    | Philadelphia Flyers   | NHL        | 80  | 7  | 21  | 28  | 97  | 6  | 0 | 3  | 3  | 7  |
| 2009–10    | Philadelphia Flyers   | NHL        | 81  | 5  | 14  | 19  | 54  | 23 | 1 | 3  | 4  | 22 |
| 2010–11    | Philadelphia Flyers   | NHL        | 82  | 2  | 14  | 16  | 53  | 11 | 1 | 2  | 3  | 6  |
| 2011–12    | Philadelphia Flyers   | NHL        | 81  | 4  | 20  | 24  | 56  | 11 | 0 | 4  | 4  | 8  |
| 2012–13    | Philadelphia Flyers   | NHL        | 33  | 1  | 4   | 5   | 41  | —  | — | —  | —  | —  |
| 2013–14    | Philadelphia Flyers   | NHL        | 82  | 5  | 12  | 17  | 63  | 7  | 0 | 3  | 3  | 4  |
| 2014–15    | Philadelphia Flyers   | NHL        | 39  | 1  | 8   | 9   | 16  | —  | — | —  | —  | —  |
| NHL totalt | NHL totalt            | NHL totalt | 614 | 37 | 129 | 166 | 504 | 72 | 2 | 21 | 23 | 61 |